# Auzon (ruisseau de l'Ardèche)
Pour les articles homonymes, voir Auzon.
Ne doit pas être confondu avec Auzon (rivière de l'Ardèche).
L’Auzon est un affluent droit de la rivière Ardèche, qui coule dans le département homonyme, dans la région Auvergne-Rhône-Alpes.

## Parcours
De 10,4 km de longueur, il prend sa source sur les hauteurs d'Aubenas à proximité du hameau de Burac sur la commune d'Ailhon, à 505 m d'altitude.
Il descend le long de la frontière avec la commune de Mercuer sur un sol de grès, puis rejoint le socle calcaire sur la commune de Saint-Étienne-de-Fontbellon qu'il traverse. Il est rejoint sur la commune de Saint-Sernin par d'autres ruisseaux descendant des mêmes collines, pour se jeter dans l'Ardèche en amont du village de Vogüé, à 156 m d'altitude.
Comme beaucoup de cours d'eau du département de l'Ardèche, l'Auzon a un débit torrentueux et peut avoir des crues aussi brutales que dévastatrices.

## Communes et cantons traversés
L'Auzon traverse cinq communes et deux cantons :
- Ailhon[2], Mercuer, Saint-Étienne-de-Fontbellon[2], Saint-Sernin[2], Vogüé (confluence).
- L'Auzon prend source et traverse le canton d'Aubenas, et conflue dans le canton de Villeneuve-de-Berg, tout en restant dans l'arrondissement de Largentière.

## Affluents
L'Auzon a quatre affluents référencés :
- Ruisseau d'Ailhon (rd), 1,7 km sur la seule commune d'Ailhon.
- Ruisseau de Valcroze (rd), 4,9 km sur les quatre communes d'Ailhon (source), Fons, Saint-Sernin et Saint-Etienne-de-Fontbellon (confluence).
- Ruisseau du Trésor[2] ou ruisseau de Valgrand en partie haute (rd), 4,4 km sur les trois communes de Fons (source), Lachapelle-sous-Aubenas et Saint-Sernin (confluence) avec un affluent :
  - le ruisseau de Devers (rd), 1,2 km sur les deux communes de Saint-Sernin (confluence) et Lachapelle-sous-Aubenas  (source)
- Ruisseau de Font Rome (rg), 3,2 km sur les quatre communes de Saint-Etienne-de-Fontbellon, Saint-Sernin, Aubenas, Vogüé avec un affluent :
  - la Ribeyrasse (rd), 7,1 km, sur les deux communes de Saint-Etienne-de-Fontbellon (source) et Saint-Sernin (confluence).

Le rang de Strahler est donc de trois.

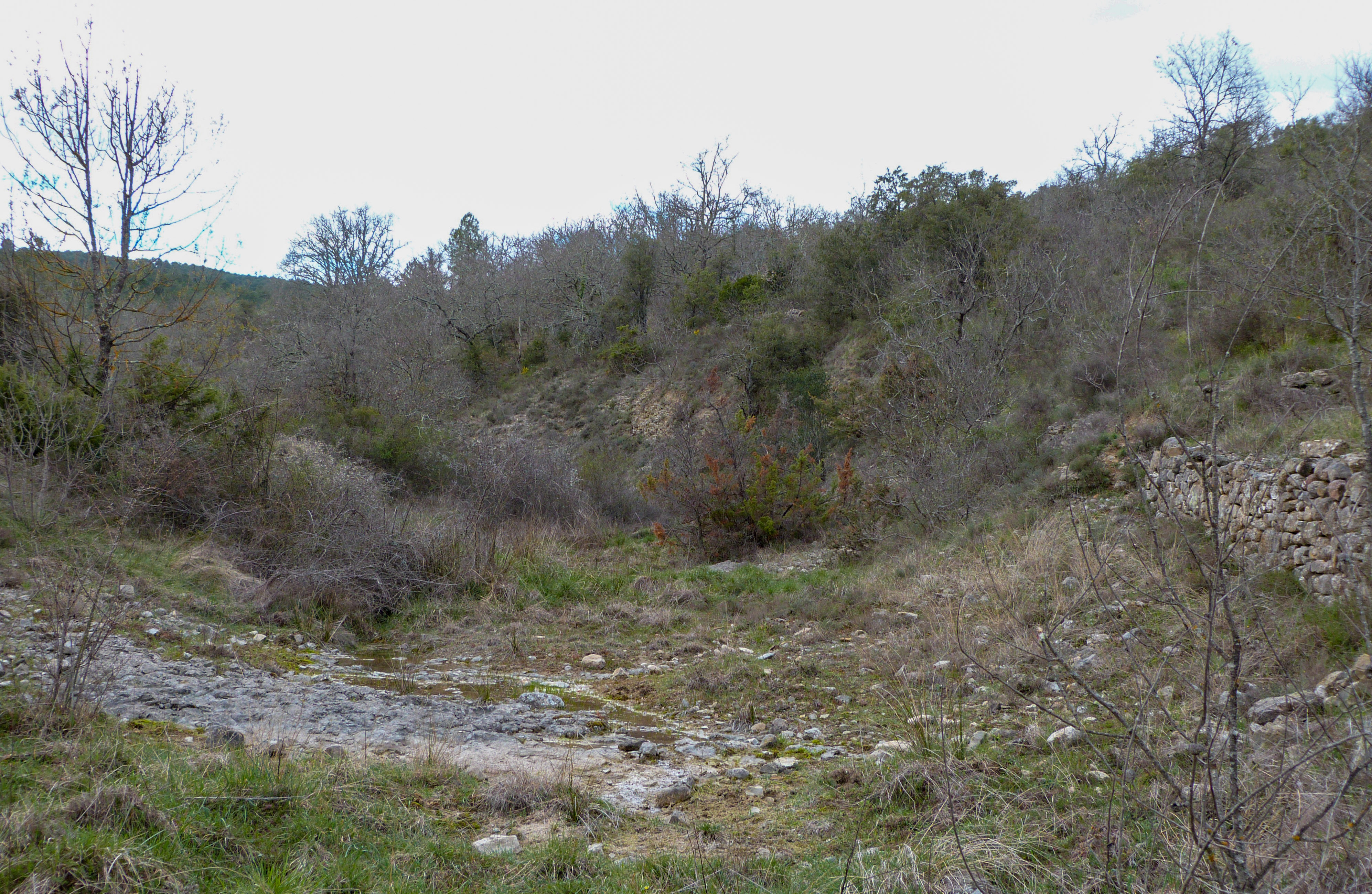
Le lit du ruisseau de Valcroze (affluent).
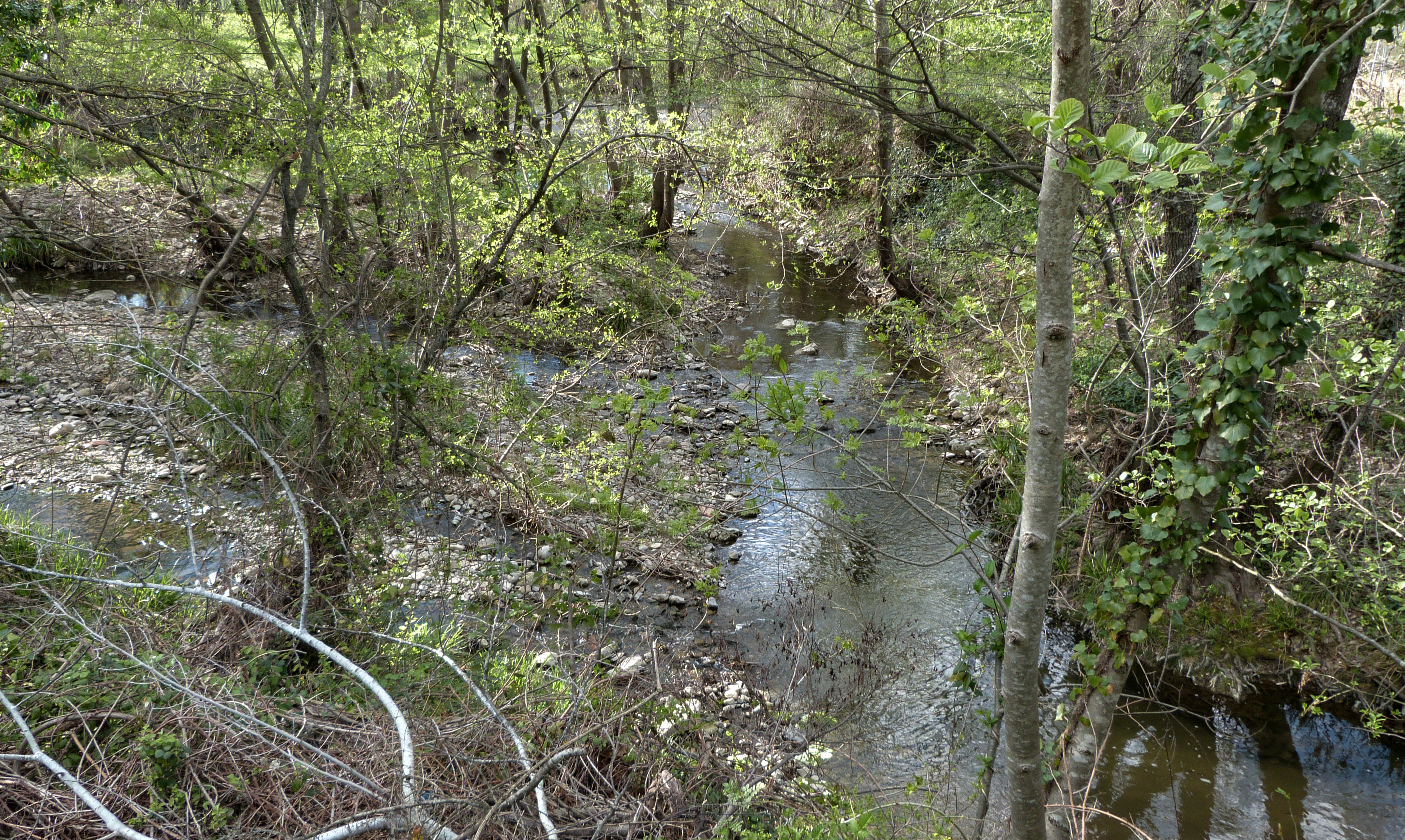
Point de confluence entre le ruisseau du Trésor à gauche et l'Auzon en face.

## Faune

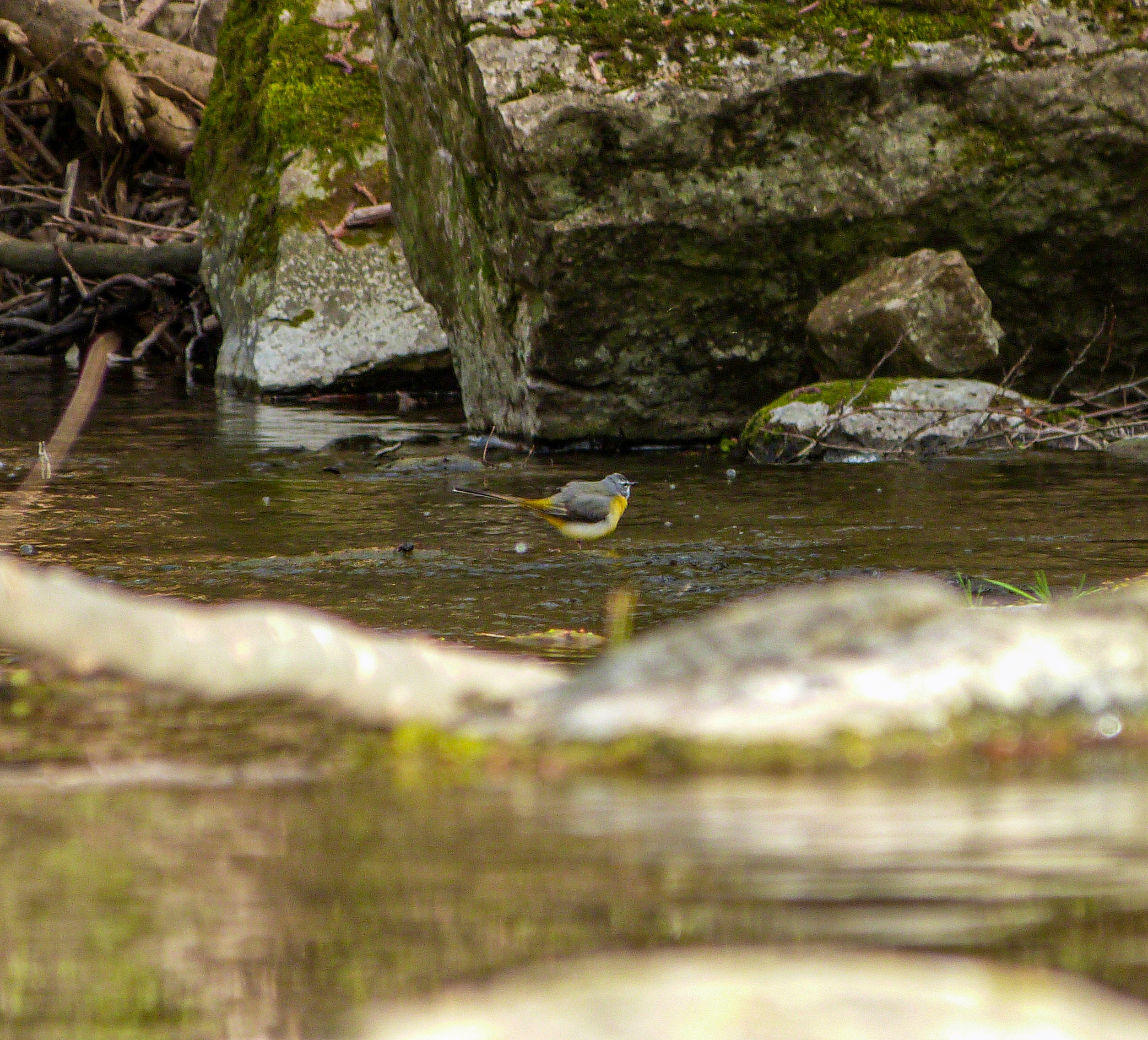
Bergeronnette des ruisseaux.
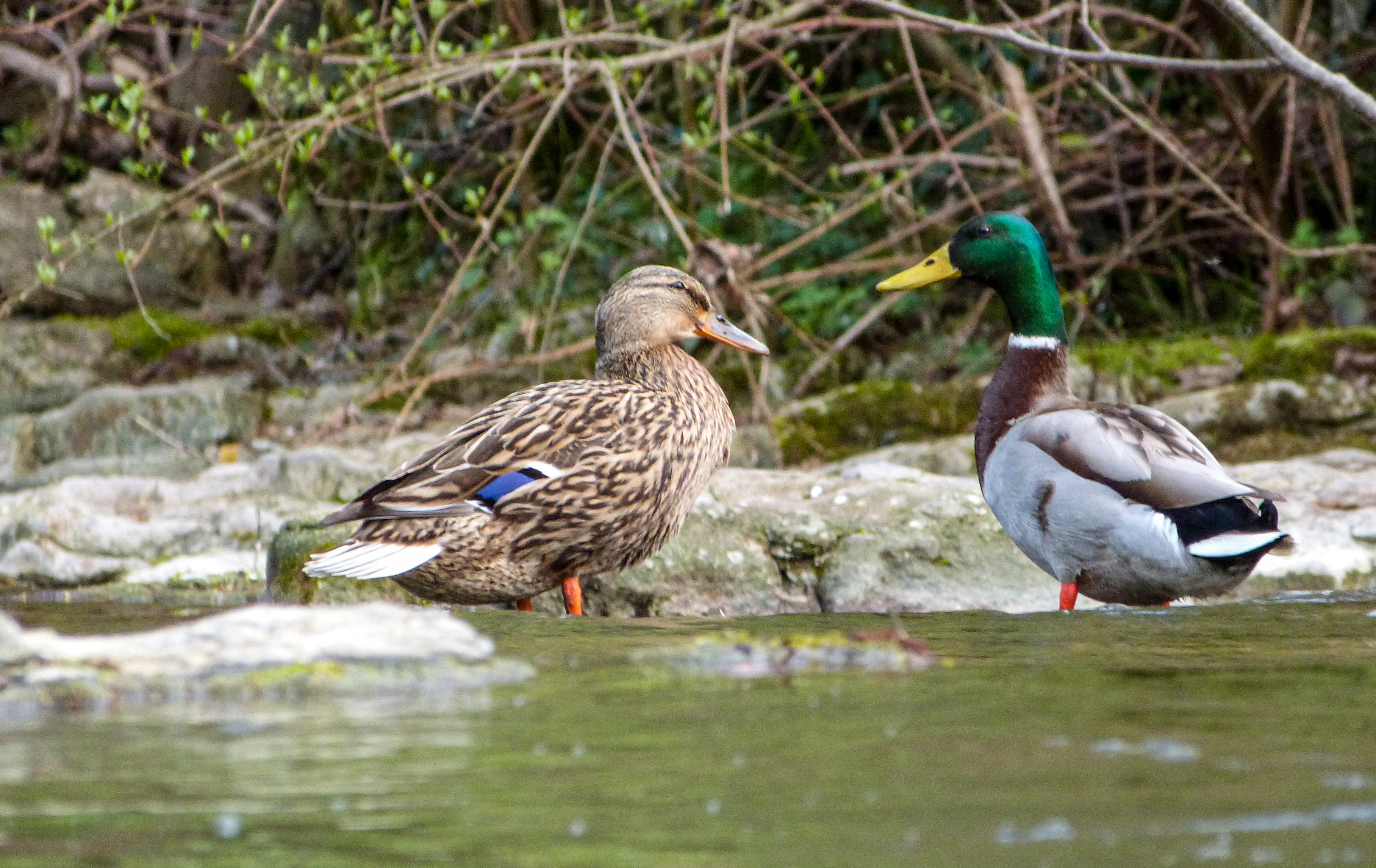
Couple de canard colvert dans le lit du ruisseau.
- Video : couple de canard colvert.

## Homonyme
Une rivière homonyme conflue en rive gauche de l'Ardèche en aval au niveau de Saint-Germain.